# 고아 요리

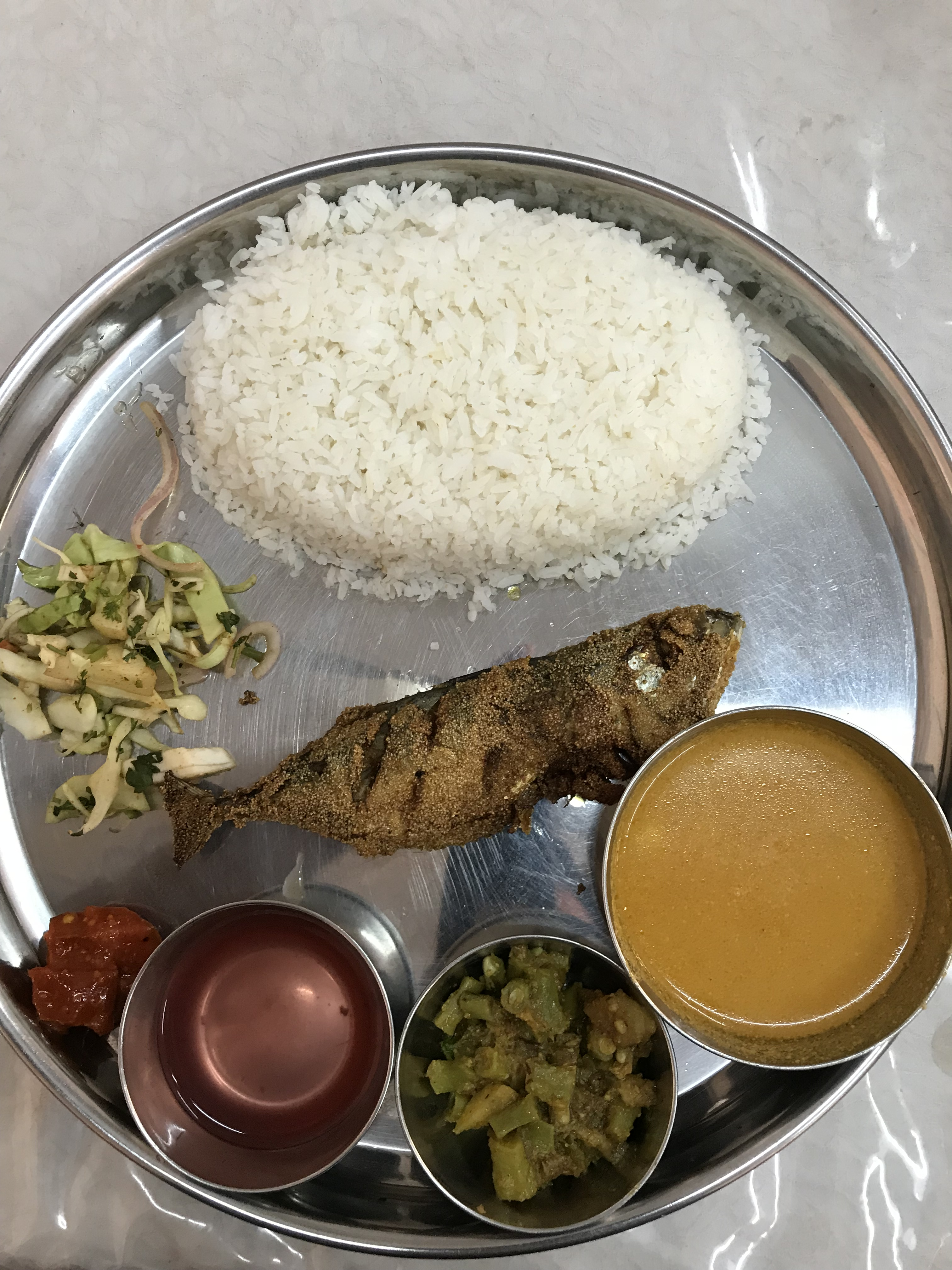
고아식 생선 탈리

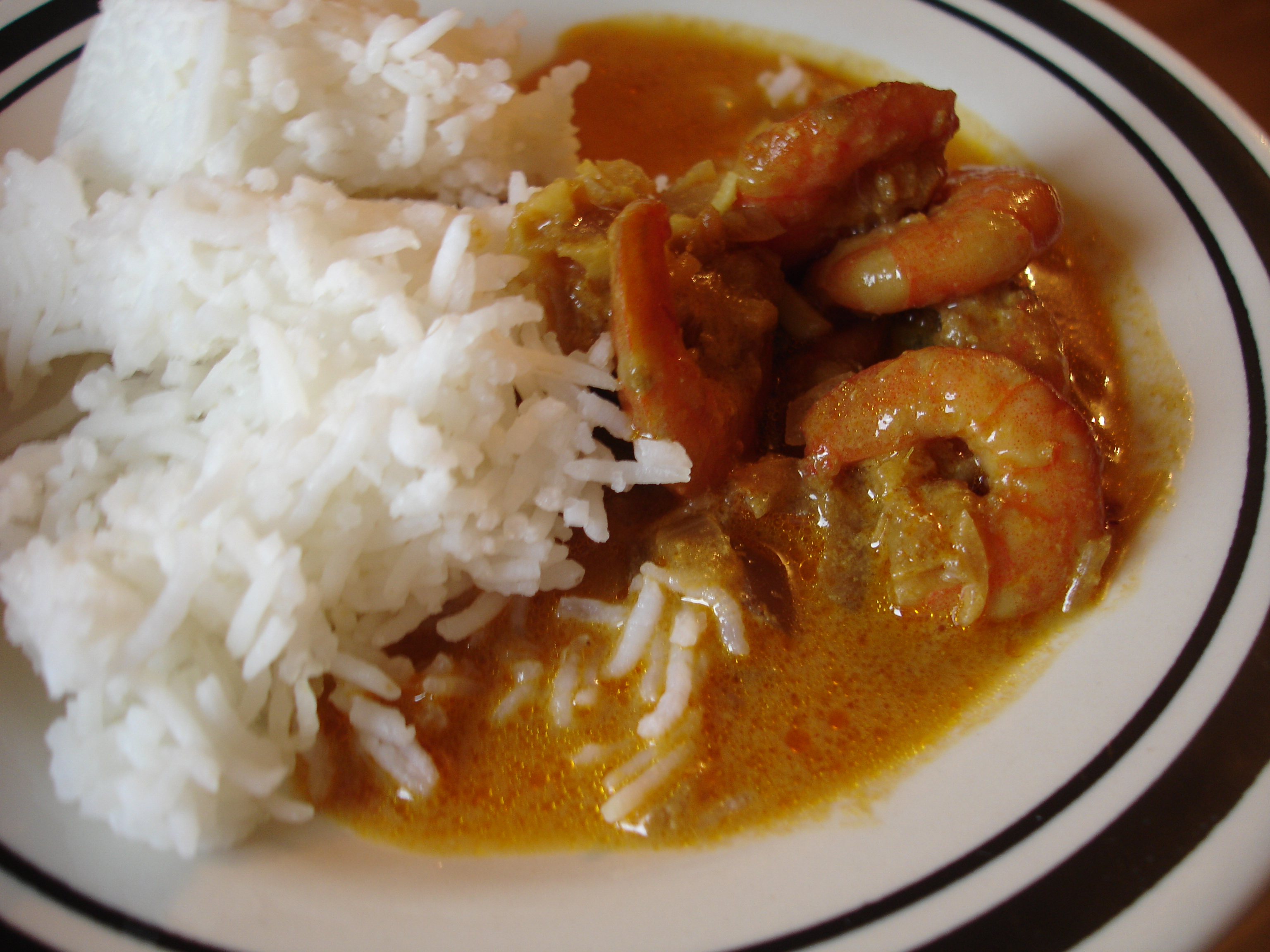
고아식 새우 커리와 쌀밥

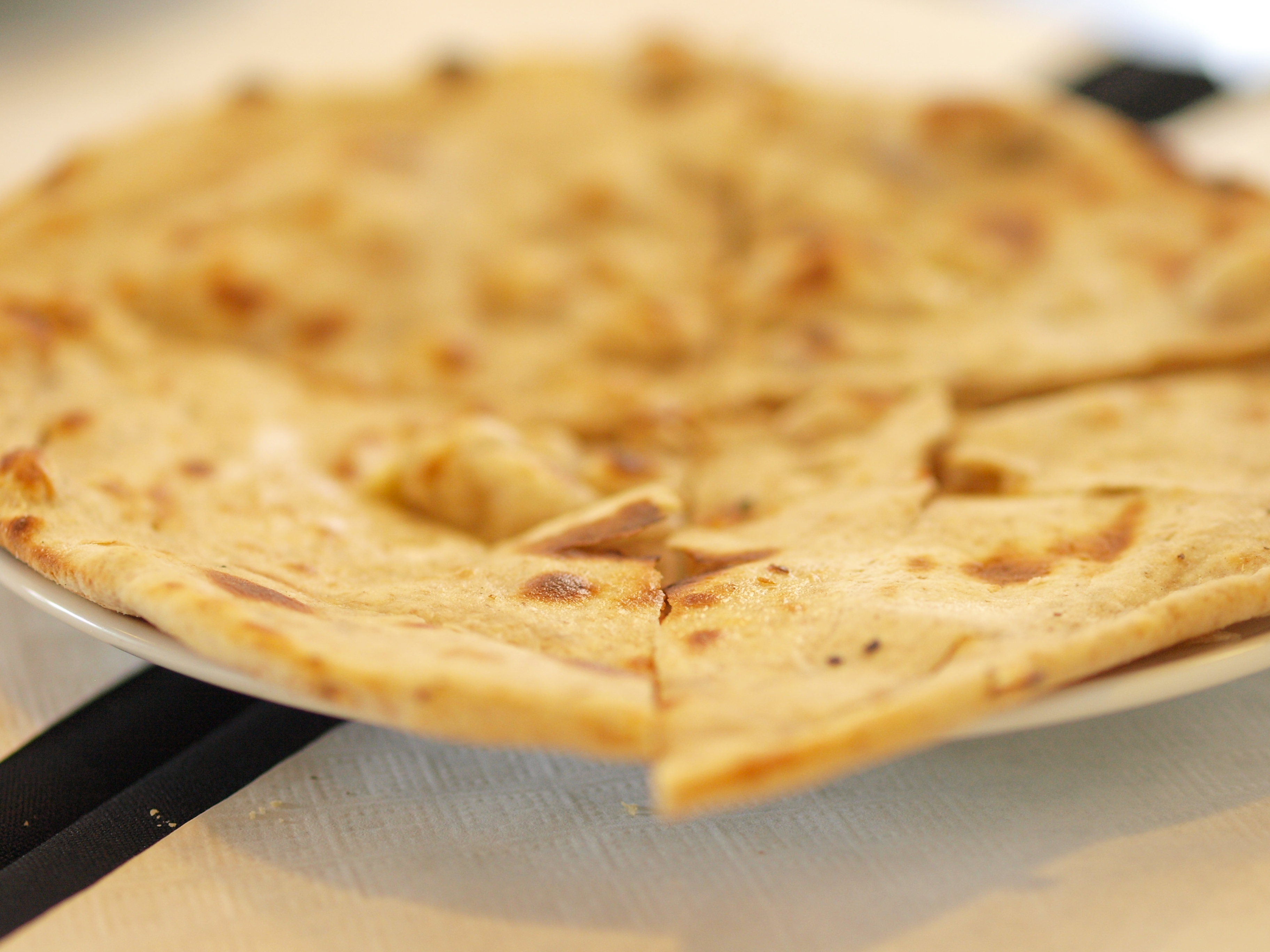
아파(고아식 납작빵)

고아 요리(Goa料理)는 인도 서부 고아주의 요리이다. 아라비아해와 접해 있어 해산물이 풍부하며, 열대 기후 지역에 속해 코코넛 등 열대 식재료가 널리 쓰인다. 힌두교-인도 요리에 그 기원을 두지만 451년 간 포르투갈의 식민 지배를 받아 기독교-포르투갈 요리의 영향 또한 많이 받았으며, 직전에 1세기 정도 바흐마니 술탄국 시기를 겪는 동안 이슬람교 식문화의 영향을 받기도 하였다.

## 식재료
고아 요리의 중심은 해산물이다. 주식으로 쌀밥과 생선을 먹으며, 가장 흔히 먹는 생선은 인도태평양삼치이다. 그 외에도 새다래류, 다랑어류, 고등어류 생선과 상어고기 등을 먹는다. 그 외에는 해산물, 코코넛, 채소, 고기와 현지 향신료가 쓰이는데, 해산물 가운데서는 게, 새우, 바닷가재, 오징어, 담치류가 흔히 쓰인다. 코캄을 쓰는 것도 고아 요리의 특징 가운데 하나다.
고아 가톨릭 요리는 포르투갈 식재료의 영향을 크게 받았다. 포르투갈인에 의해 소개된 식재료는 감자, 토마토, 고추, 파인애플, 구아바, 캐슈 등 브라질에서 가져온 신대륙 작물이 있으며, 그 외에 쇠고기나 돼지고기도 포르투갈인에 의해 소개되었으나, 고아의 힌두교도 대다수와 가톨릭 개종자 다수는 먹지 않는다.

## 종류

### 고아 힌두 요리
고아 힌두 요리는 페스코 또는 락토-오보 채식 위주이다. 타마린드와 코캄으로 신맛을 내며, 재거리로 단맛을 낸다. 아위, 호로파, 커리나무 잎, 갓, 우라드콩 등이 흔히 쓰이며, 마늘과 생강도 쓰인다. 여러 가지 달과 호박, 죽순, 뿌리채소가 쓰이며, 코코넛기름으로 조리하는 경우가 많다.

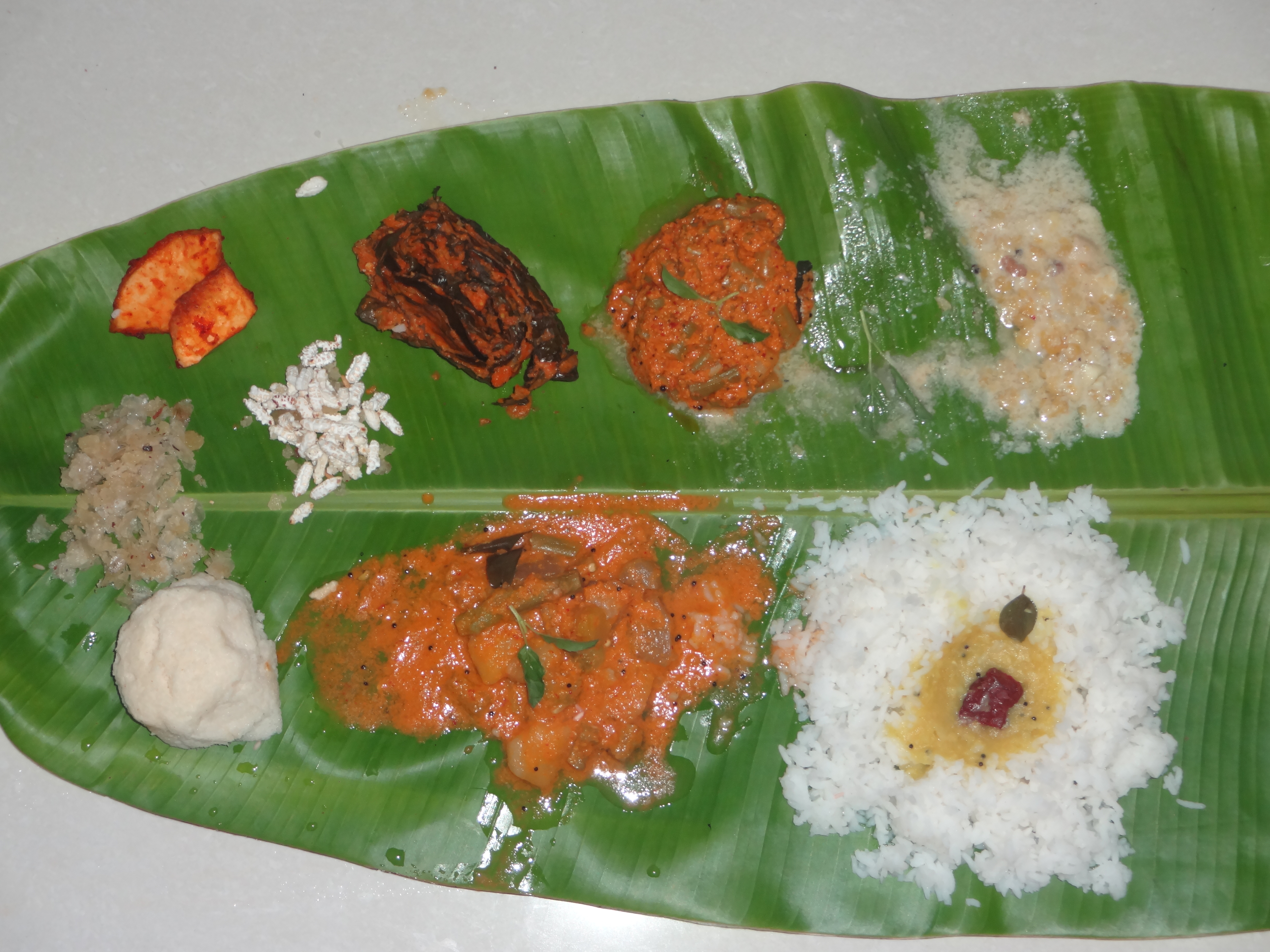
콘칸 브라만 요리
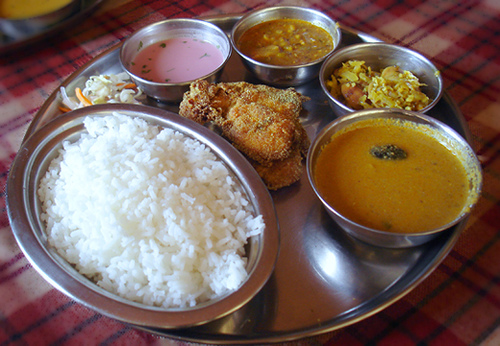
고아 힌두 탈리
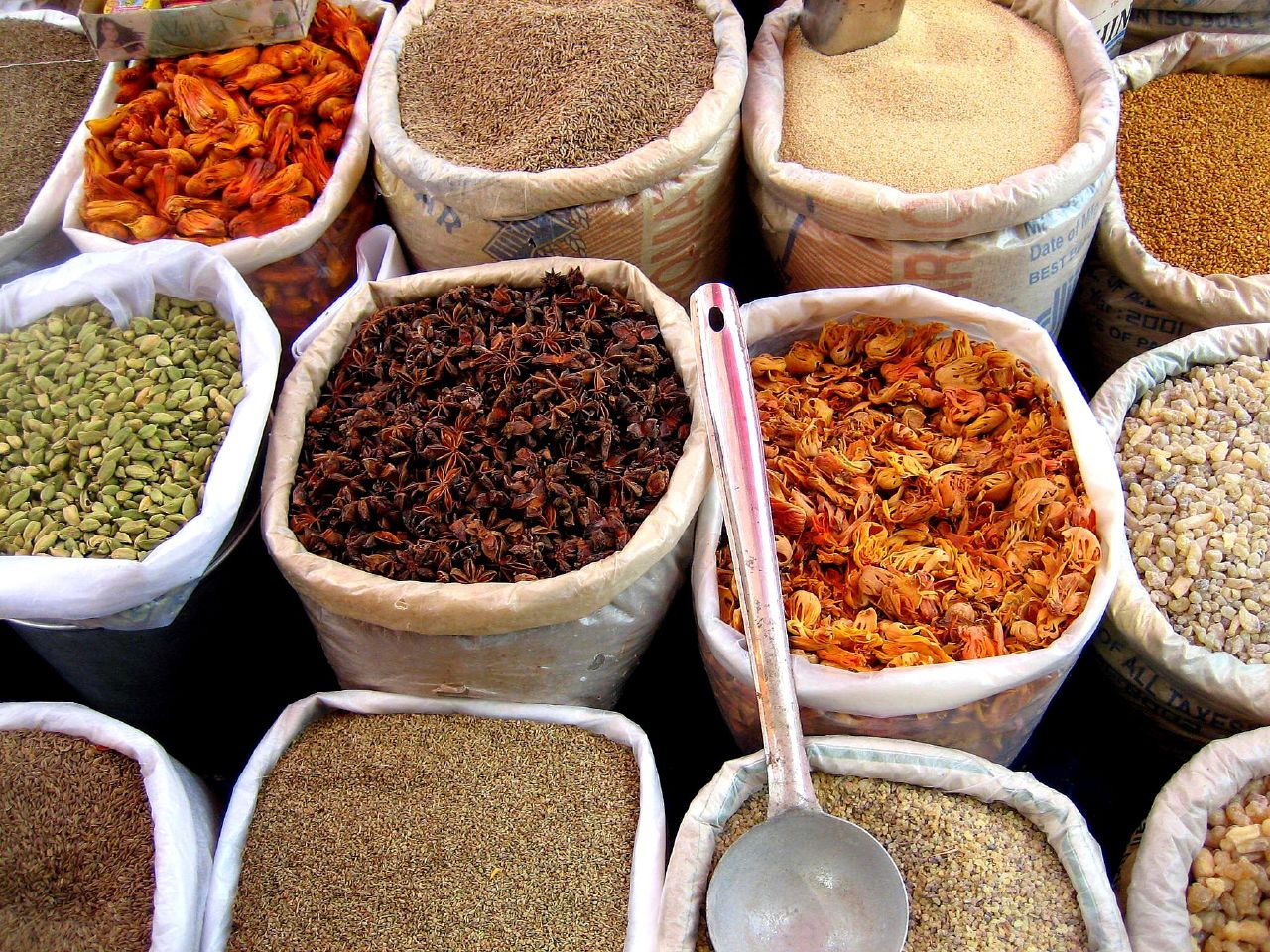
고아의 향신료 판매점

### 고아 가톨릭 요리
고아 가톨릭 요리는 인도-포르투갈 퓨전 요리이다. 고기 요리에는 식초(주로 코코넛 식초)로 신맛을 낸다. 포르투갈이나 다른 외국의 고아 음식점에서는 고기 요리를 흔히 내지만, 고아 사람들은 기독교 개종자라 하더라도 페스코 또는 락토-오보 채식 식단을 따르는 경우가 많다.

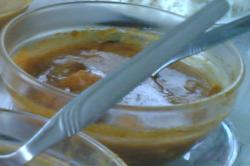
발샹
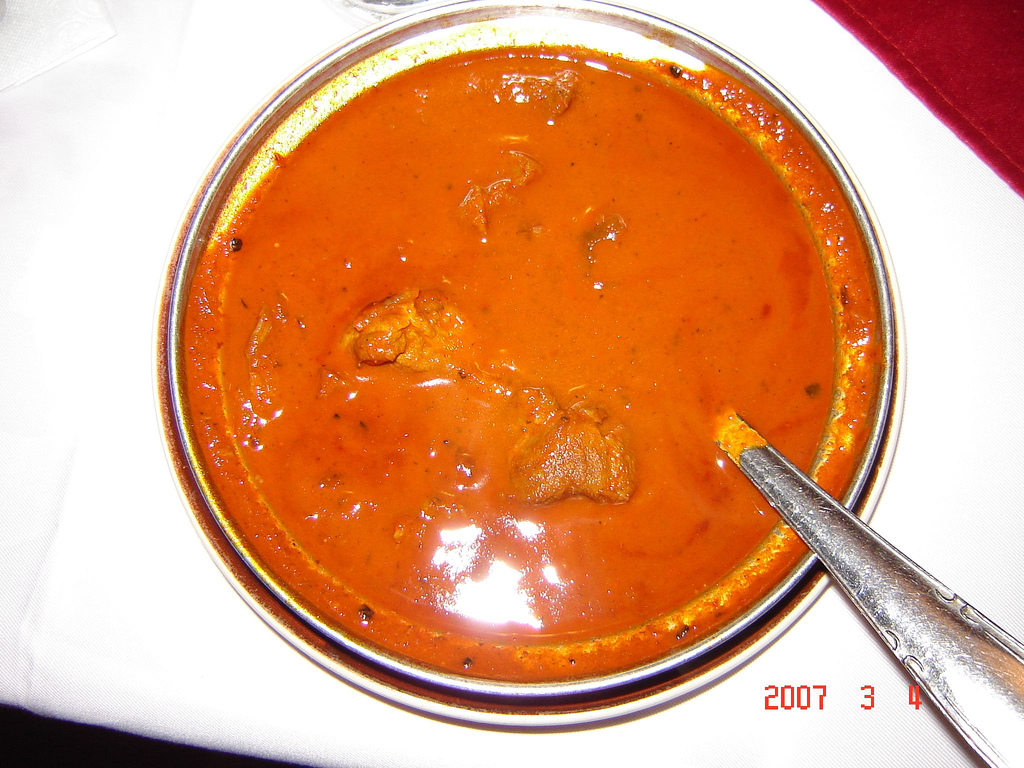
빈달루
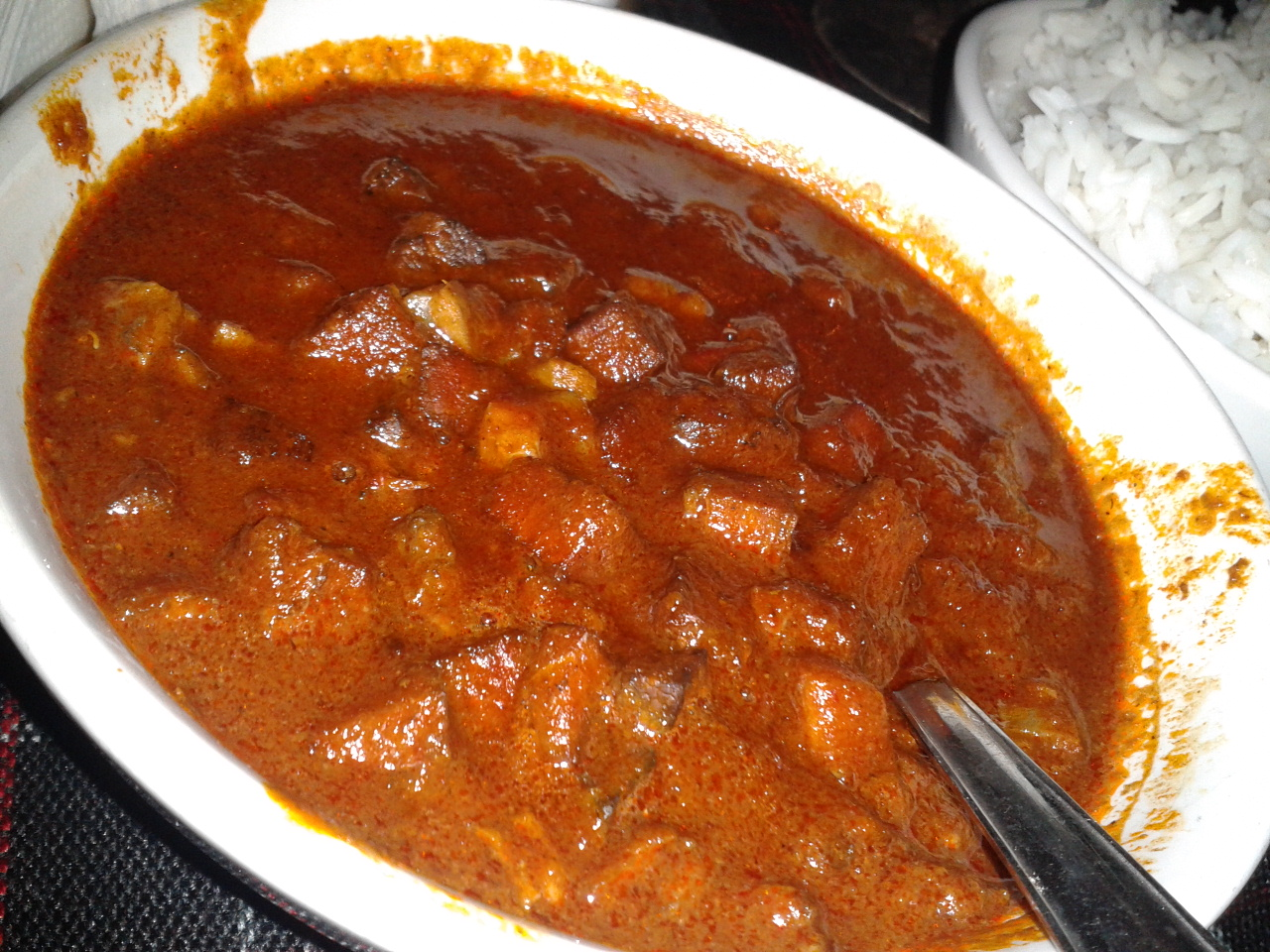
사라파텔
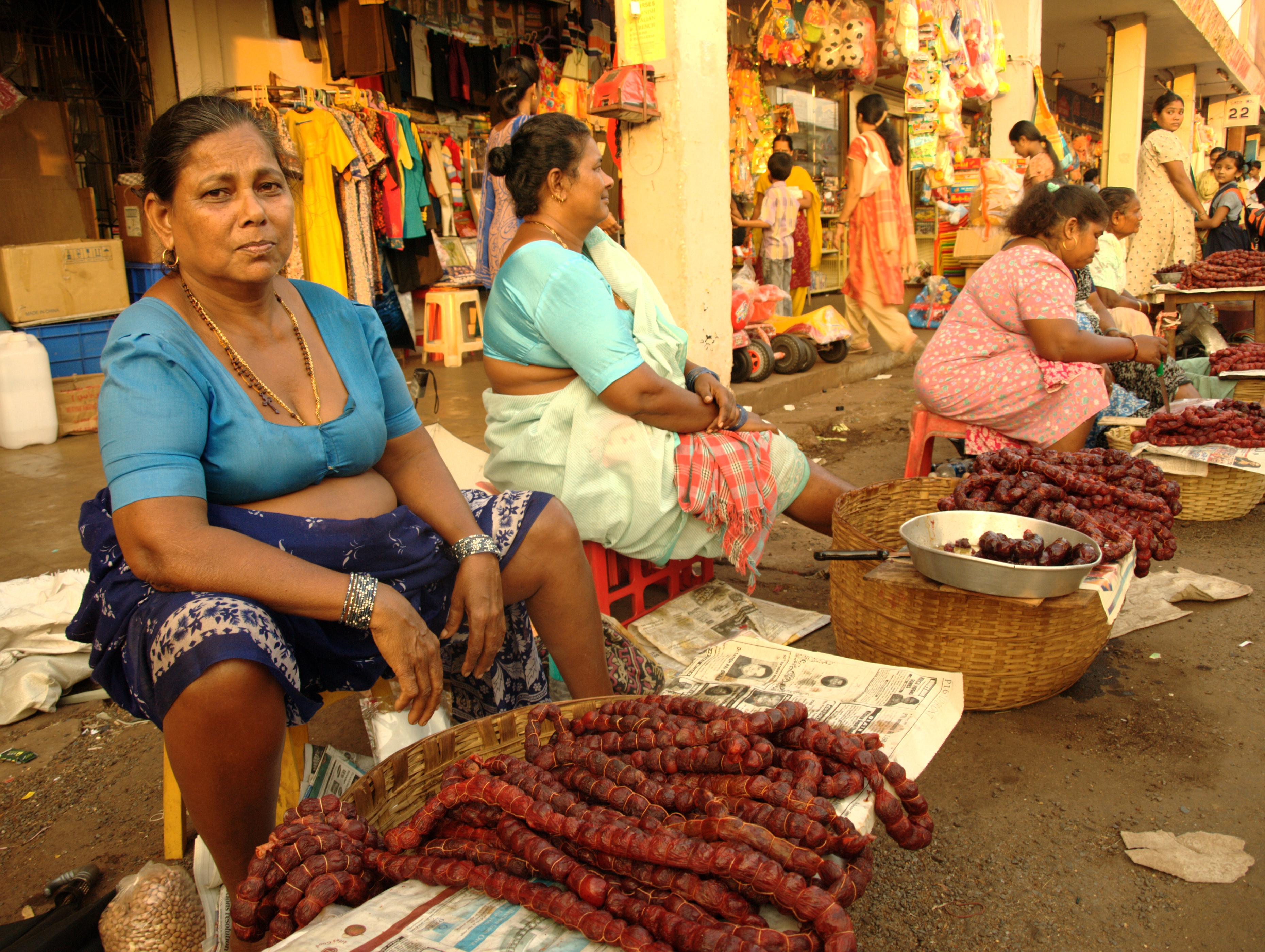
고아식 쇼리수를 파는 상인

## 같이 보기
- 페니 (술)